# Hypermastus rosa
Hypermastus rosa is een slakkensoort uit de familie van de Eulimidae. De wetenschappelijke naam van de soort is voor het eerst geldig gepubliceerd in 1944 door Willett.